# Arenysaurus
Arenysaurus is een geslacht van ornithischische dinosauriërs, behorend tot de groep van de Hadrosauridae, dat tijdens het late Krijt leefde in het gebied van het huidige Spanje.

## Naamgeving
De typesoort Arenysaurus ardevoli is in 2009 benoemd en beschreven door José Canudo e.a. De geslachtsnaam verwijst naar het plaatsje Arén ofwel Areny de Noguera in het Catalaans. De soortaanduiding eert de Catalaanse geoloog Lluís Ardèvol, die de fossielhoudende lagen van Blasi ontdekte waar ook dit dier is gevonden.

## Vondsten
De fossielen zijn tussen 1997 en 2003 opgegraven in een aardlaag van het laatste Maastrichtien, 65 miljoen jaar oud. Zo'n driehonderd verschillende hadrosauriërbotten zijn geborgen in vijf verschillende locaties; van lang niet allemaal kon vastgesteld worden of ze tot dezelfde soort behoorden. De kwaliteit ervan is niet zeer goed en het heeft veel moeite gekost ze te prepareren. Van Arenysaurus is nu ongeveer het halve skelet bekend. Het holotype, MPZ2008/1, bestaat uit een gedeeltelijke schedel van een jongvolwassen exemplaar, waarvan het achterste stuk bewaard is gebleven. Bij leven had de schedel een geschatte totale lengte van zo'n zestig centimeter. Daarnaast zijn andere botten aan het geslacht toegewezen als paratype, zoals een stuk onderkaak (MPZ2008/258) en delen van het overige skelet waaronder wervels, schouderblad, bekken en ledematen. De schedel is bovenop zeer bol maar een beenkam ontbreekt; de beschrijvers vermoeden echter dat dit komt door de slechte conservering en menen de aanzet ervan waar te nemen bij de bewaarde resten; een beenkam is een verwacht kenmerk van de groep waartoe Arenysaurus behoort.

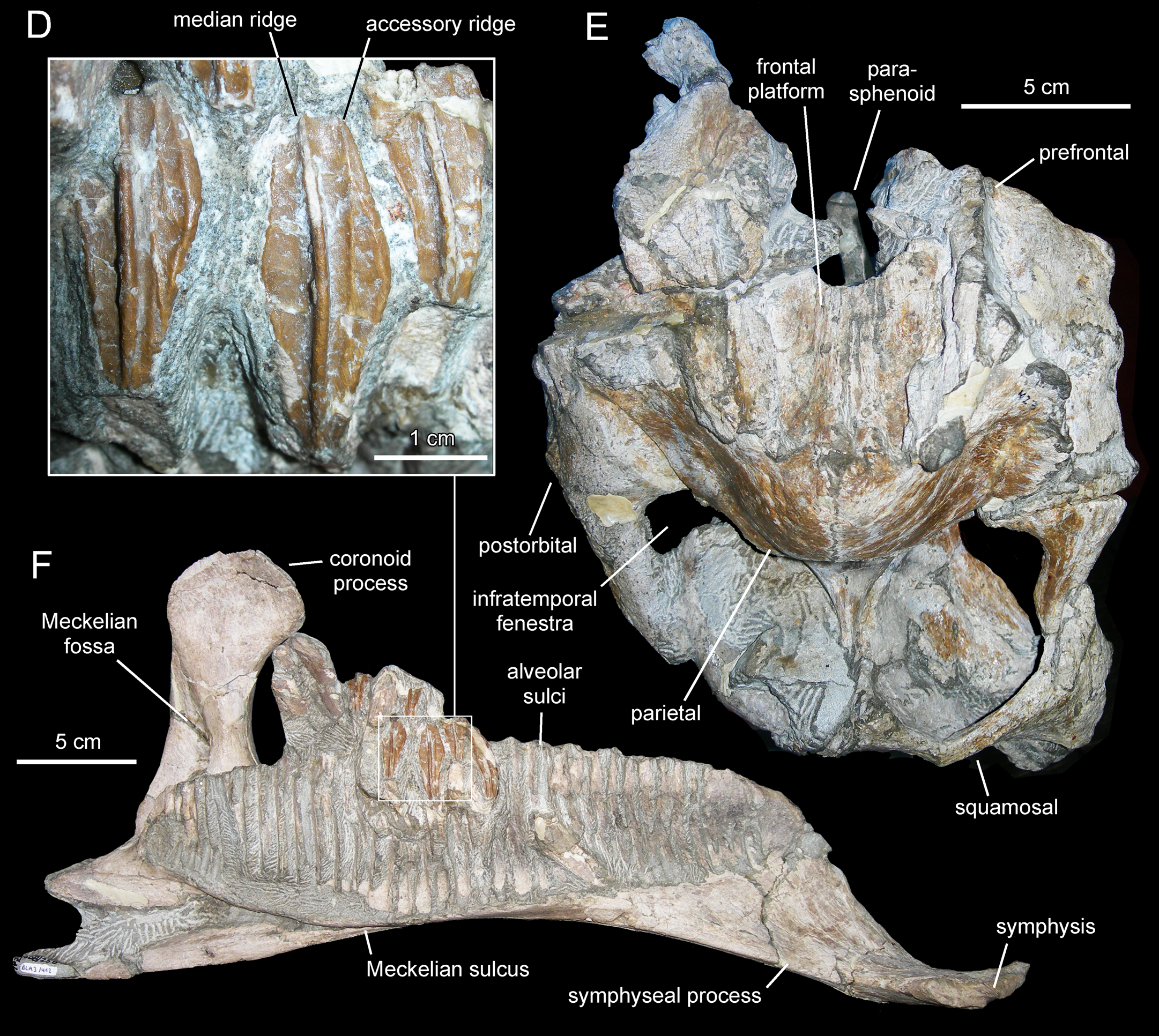
Een onderkaak en het achterhoofd

In 2013 werd nieuw materiaal beschreven, waaronder de bijna volledige postcrania en een jukbeen, een bovenkaaksbeen en delen van het gebit. In 2014 werd de hersenpan beschreven. De nieuwe vondsten komen vermoedelijk van hetzelfde individu als het holotype.

## Kenmerken
Arenysaurus was een middelgrote planteneter met een lengte van vijf à zes meter die zich facultatief op twee benen kon voortbewegen. De hersenpan van het holotype heeft volgens een CAT-scan een inhoud van 126,2 cm³.
De beschrijvers wisten in 2009 enkele onderscheidende kenmerken vast te stellen. De welving van de voorhoofdsbeenderen is opvallend sterk ontwikkeld. De voor het quadratum uitstekende tak van het squamosum en de onderste tak van het postorbitale lopen vrijwel verticaal. De deltopectorale kam van het opperarmbeen is naar voren gericht. Daarnaast is er een unieke combinatie van op zich niet unieke eigenschappen. Het voorhoofdsbeen is kort, tweemaal zo breed als lang. De kam midden tussen de wandbeenderen steekt ongeveer zo hoog uit als de beenbalk tussen het postorbitale en squamosum. De zijkant van het squamosum ligt, boven de uitholling waarin de tak van het quadratum past, tamelijk laag.

## Fylogenie
Een kladistische analyse had als uitkomst dat Arenysaurus een basaal lid was van de Lambeosaurinae, iets dieper in de stamboom geplaatst, ten opzichte van een klade die bestaat uit de Corythosaurini en de Parasaurolophini, dan Amurosaurus. Dit zou er volgens de beschrijvers op wijzen dat er in het Opper-Krijt een verbinding bestond tussen Europa en Azië. Arenysaurus was een van de laatste dinosauriërs in Europa.
Een nieuwe analyse uit 2013 had als uitkomst dat Arenysaurus zich in de Parasaurolophini bevond als zustersoort van Blasisaurus.
In 2020 werd een aparte klade Arenysaurini benoemd.